# Münzmeisterhaus

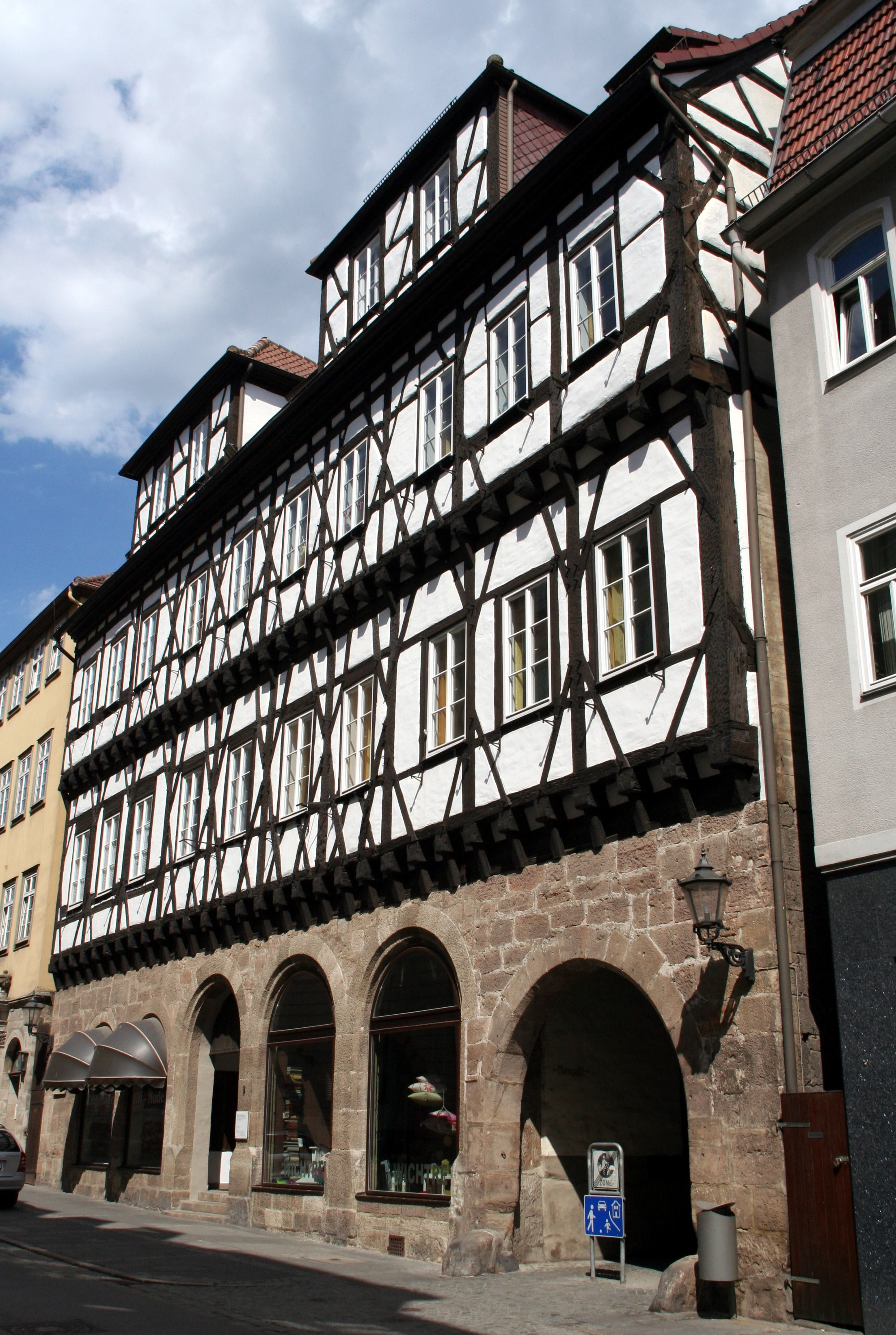
Münzmeisterhaus, Ketschengasse

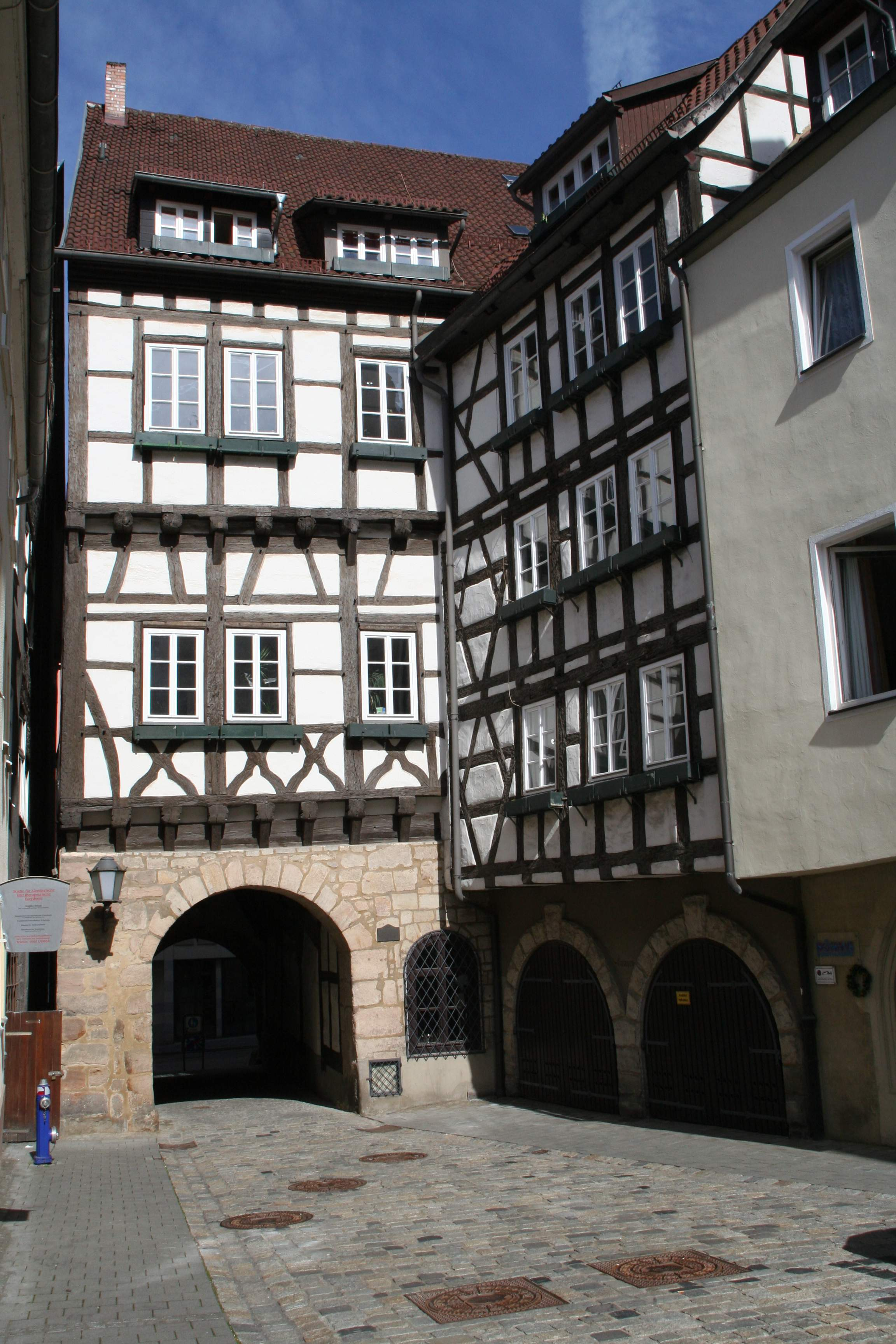
Münzmeisterhaus, Neugasse

Das Münzmeisterhaus zählt zu den bedeutendsten Bürgerhäusern Coburgs. Das Gebäude in der Ketschengasse 7 entstand 1444 als dreigeschossiges Wohnhaus des Münzmeisters, genannt „von Rosenau“. Es war eines der ersten gotischen Fachwerkbauten in Geschossbauweise in der Stadt.
Ab 1854 für zehn Jahre und nochmals nach einer Erweiterung durch Georg Meyer von 1867 bis 1901 wurde das Gebäude durch die Alexandrinenschule genutzt. Danach waren im Erdgeschoss zwei Geschäfte und in den Obergeschossen Wohnungen untergebracht. In den Obergeschossen waren 2008 Praxisräume und im Dachgeschoss drei Wohnungen vorhanden.
Das repräsentative Traufseithaus ist rund 22 Meter hoch, in Querrichtung 16,5 Meter tief und weist zur Ketschengasse eine rund 22 Meter lange Fassade auf, die im Erdgeschoss aus massiven Sandsteinquadern besteht und durch sechs Laubenbögen gegliedert ist. Mittig ist der Hauseingang und Durchgang in den Innenhof angeordnet, rechts ein Tordurchgang zur Neugasse. Die vorkragende Fassade der beiden Obergeschosse besitzt zehn Fensterachsen. Es ist eine Holzfachwerkkonstruktion, die etagenweise auf Balkenköpfen mit Knaggen steht und in den inneren vier Feldern aus Ständern mit Andreaskreuzen besteht. Die Giebelseiten an den Feuergassen zur Nachbarbebauung haben ein einfaches, orthogonales Fachwerk. Die Geschossdecken weisen in Längsrichtung 30 Balkenfelder auf. Die Balken spannen über sechs Felder und werden von Unterzügen und Fachwerkwänden getragen.
Die Fassade auf der Rückseite ist durch einen Innenhof mit vier Fensterachsen, ein Hinterhaus entlang der Neugasse und drei Fensterachsen über der Durchfahrt gekennzeichnet. Das Rückgebäude in der Neugasse ist ein viergeschossiges Satteldachhaus mit einem massiven Erdgeschoss, das zwei große Rundbogenöffnungen für eine Garage aufweist. Über dem Erdgeschoss springt eine dreigeschossige Fachwerkfassade mit drei Fensterachsen kräftig vor, hinter der sich eine Wohnungseinheit befindet. Die Tordurchfahrt zur Neugasse weist auch heute zwei Radabweiser auf und ist überspannt von Holzbalken mit Kopfbändern, die in der Giebelwand auf Knaggen aufliegen. Das Hauptgebäude ist teilweise unterkellert und besitzt dort noch ein mittelalterliches Tonnengewölbe und einen rundbogigen Türrahmen.
Das zirka 48° steile Satteldach erhielt in der Ketschengasse neben kleinen Schleppgauben im 18. Jahrhundert zwei zweiachsige Walmdachgauben. Im 20. Jahrhundert folgte der Einbau eines massiven Treppenhauses, später ergänzt mit einem Aufzug. 1957 wurde bei Umbauarbeiten im 1. Obergeschoss auf einer Bohlenwand aus dem Ende des 16. Jahrhunderts Grisaillemalereien mit figürlichen Darstellungen der sieben Tugenden entdeckt, die seitdem in der Aula des Casimirianums ausgestellt ist.